# Gehendra Shamsher Jang Bahadur Rana
Gehendra Shamsher Jang Bahadur Rana (ur. 1871, zm. 1905) – nepalski generał. Zaprojektował tzw. kartaczownię Bira.